# Gonostygia cordax
Gonostygia cordax är en fjärilsart som beskrevs av Max Wilhelm Karl Draudt 1926. Gonostygia cordax ingår i släktet Gonostygia och familjen nattflyn. Inga underarter finns listade i Catalogue of Life.